# مسابقات جهانی رالی راید ۲۰۲۵
مسابقات رالی راید قهرمانی جهان ۲۰۲۵، چهارمین فصل مسابقات جهانی رالی راید است که توسط دو کمیته فدراسیون بین‌المللی اتومبیل‌رانی و فدراسیون بین‌المللی موتورسواری تأیید شده است. همچنین سازمان ورزشی آموری در چهارمین سال خود از قرارداد پنج ساله برای ارتقای عنوان قهرمانی مسئول برگزاری خواهد بود.

## تقویم
تقویم مسابقات فصل ۲۰۲۵ شامل پنج رویداد رالی راید است. مانند فصول گذشته، رالی داکار بار دیگر میزبان رویداد افتتاحیه خواهد بود، همچنین رالی سافاری آفریقای جنوبی به تقویم اضافه شهد و جایگزین Desafío Ruta 40 شد.
| راند | تاریخ                 | نام رالی                          | فرمت برگزاری |
| ---- | --------------------- | --------------------------------- | ------------ |
| ۱    | ۳ ژانویه تا ۱۷ ژانویه | رالی داکار ۲۰۲۵                   | ماراتن       |
| ۲    | ۲۱–۲۷ فوریه           | چالش صحرای ابوظبی                 | رالی         |
| ۳    | ۲–۷ آوریل             | رالی سافاری آفریقای جنوبی         | رالی         |
| ۴    | ۲۲–۲۸ سپتامبر         | BP Ultimate Rally - Raid Portugal | رالی         |
| ۵    | ۱۰–۱۷ اکتبر           | رالی دو ماروک                     | رالی         |